# Automobile Dacia
Dacia [ˈdatʃi̯a] (Ausspracheⓘ) ist eine Handelsmarke für Automobile sowie ein zu Renault gehörender rumänischer Kraftfahrzeughersteller und viertgrößtes Unternehmen in Rumänien. Ursprünglich war Dacia der zentrale Markenname des rumänischen Autoherstellers UAP in Pitești, welcher später in Dacia umfirmierte. UAP ist die Abkürzung für Uzina de Autoturisme Pitești (wörtlich übersetzt „Autowerk Pitești“). Dacia selbst ist eine Anlehnung an die Vergangenheit Rumäniens als römische Provinz Dakien (lateinisch Dacia). Als ursprüngliches Markenzeichen verwendete man ein Schildemblem mit im oberen Teil stehender Abkürzung UAP, im Feld darunter einem auf Felsen stehenden und die Flügel ausbreitenden Adler.

## Geschichte

### Anfänge

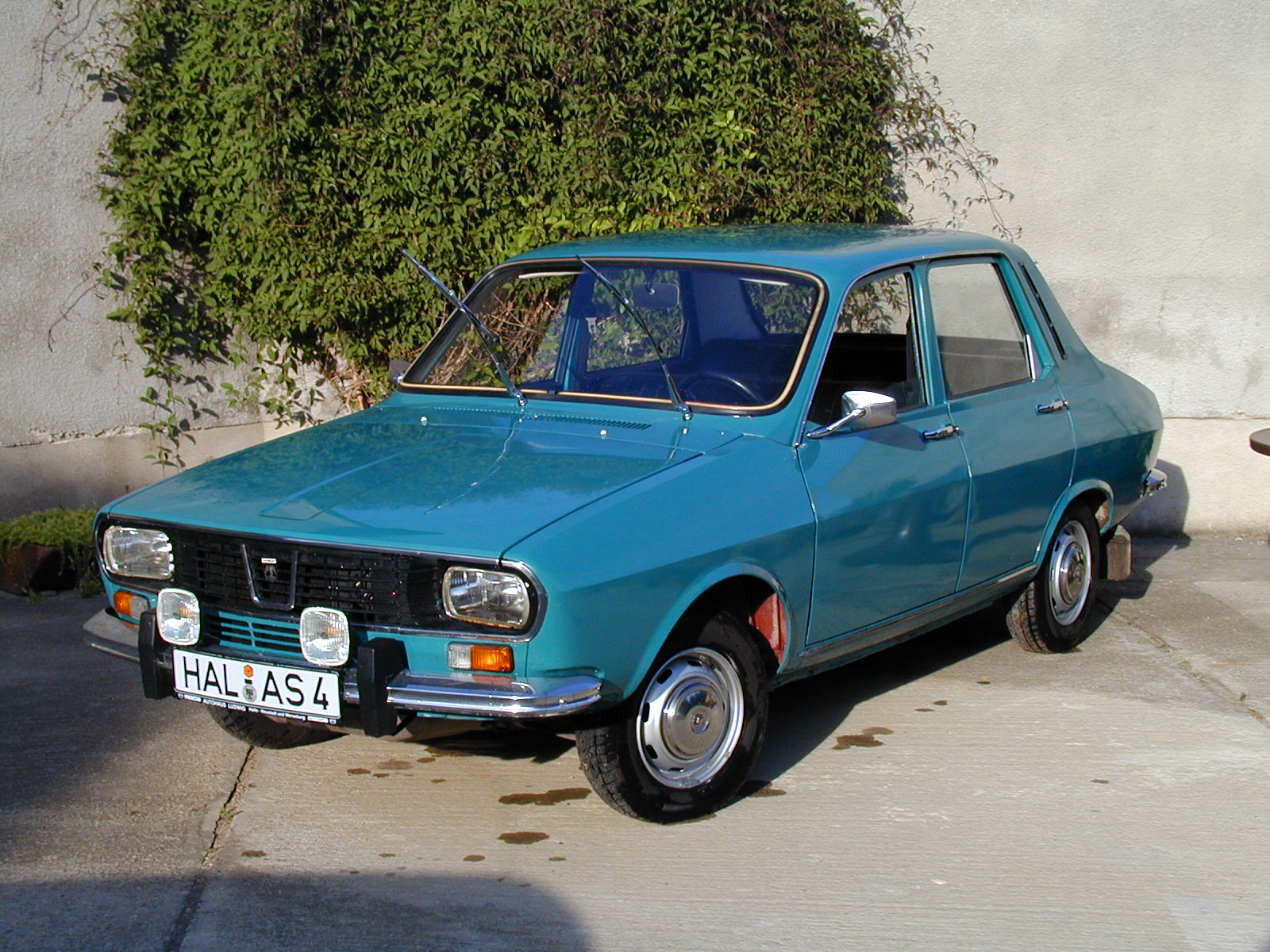
Dacia 1300

Errichtet wurde das Werk 1952 in Colibași (heute Mioveni) nordöstlich von Pitești. Es war hauptsächlich als Zulieferbetrieb für das LKW-Werk Steagul-Roșu (später Roman) in Brașov konzipiert. 1967 wurde es modernisiert und mit Unterstützung der französischen Renault-Werke zu einem Automobilwerk ausgebaut. Ab August 1968 lief mit dem Dacia 1100 das erste Modell vom Band – ein Lizenzbau des französischen Modells Renault 8. Größere Stückzahlen erreichte Dacia/UAP ab 1969 mit dem Dacia 1300, einem Lizenzbau des Renault 12. Bis 1976 wurden insgesamt etwa 280 000 Dacia-Pkw gebaut. Die Stückzahlen erhöhten sich jedoch weiter. In 35 Jahren wurden bis zur Produktionseinstellung am 21. Juli 2004 insgesamt 1.959.730 Fahrzeuge der Dacia 1300-Reihe hergestellt. Dieser Dacia gilt bzw. galt daher als „Volkswagen“ Rumäniens. Kleine Stückzahlen der Modelle Renault 18 und Renault 20 wurden aus CKD-Bausätzen montiert; der Renault 20 hieß in Rumänien Dacia 2000.
Im Jahr 1978 wurde der Lizenzvertrag mit Renault beendet, und es erschienen weitere Modelle, die jedoch alle vom Renault 12 abgeleitet waren. Darunter befand sich auch ein Pick-up, der auf Hinterradantrieb umgestellt wurde, sowie ein Coupé. 1986 begann in Timișoara die Produktion des Dacia 500, der im Volksmund Lăstun (Schwalbe) genannt wurde.
In die DDR wurde der Dacia 1300 ab 1973 importiert und erfreute sich dort als einer der wenigen angebotenen Fronttriebler mit Viertaktmotor zunächst großer Beliebtheit. Die Verarbeitungsqualität ließ jedoch immer mehr nach, was dem Ruf von Dacia schadete. Dennoch wurde er als Typ 1310 auch in den 1980er Jahren noch importiert. Dabei handelte es sich stets um die normale Limousine mit dem 1300-cm³-Motor.

### Wendezeit

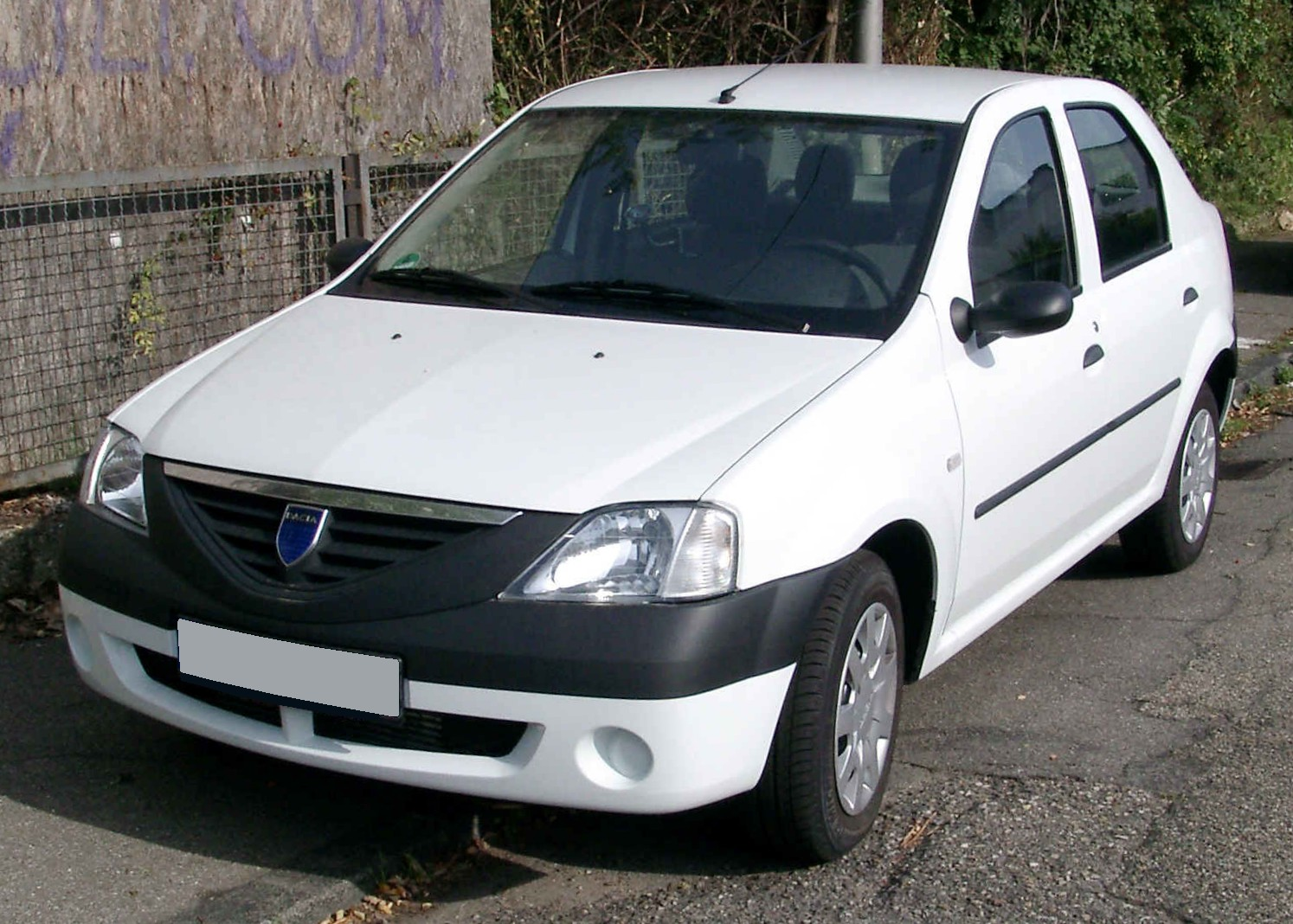
Dacia Logan

Mit der Öffnung nach Westen strömten billige Gebrauchtwagen in das Land, die Produktionszahlen sanken. Dacia begann, sich nach einem Technologiepartner umzusehen, und ging eine lose Kooperation mit Peugeot ein. Ein Ergebnis war der auf einer vom Peugeot 309 abgeleiteten Bodengruppe basierende Dacia Nova (Markteinführung 1995), in dem allerdings die alten OHV-Motoren verwendet wurden.
Ende der 1990er-Jahre begann Renault, sich für Dacia zu interessieren, und erwarb 1999 Mehrheitsanteile. Erste signifikante Änderung war die Umstellung des Dacia Nova auf OHC-Motoren von Renault und die Einführung von Diesel-Modellen, nun unter dem Namen SupeRNova und nach optischen Retuschen 2003 als Solenza. Die Produktion des Solenza wurde Anfang des Jahres 2005 beendet.

### Dacia heute

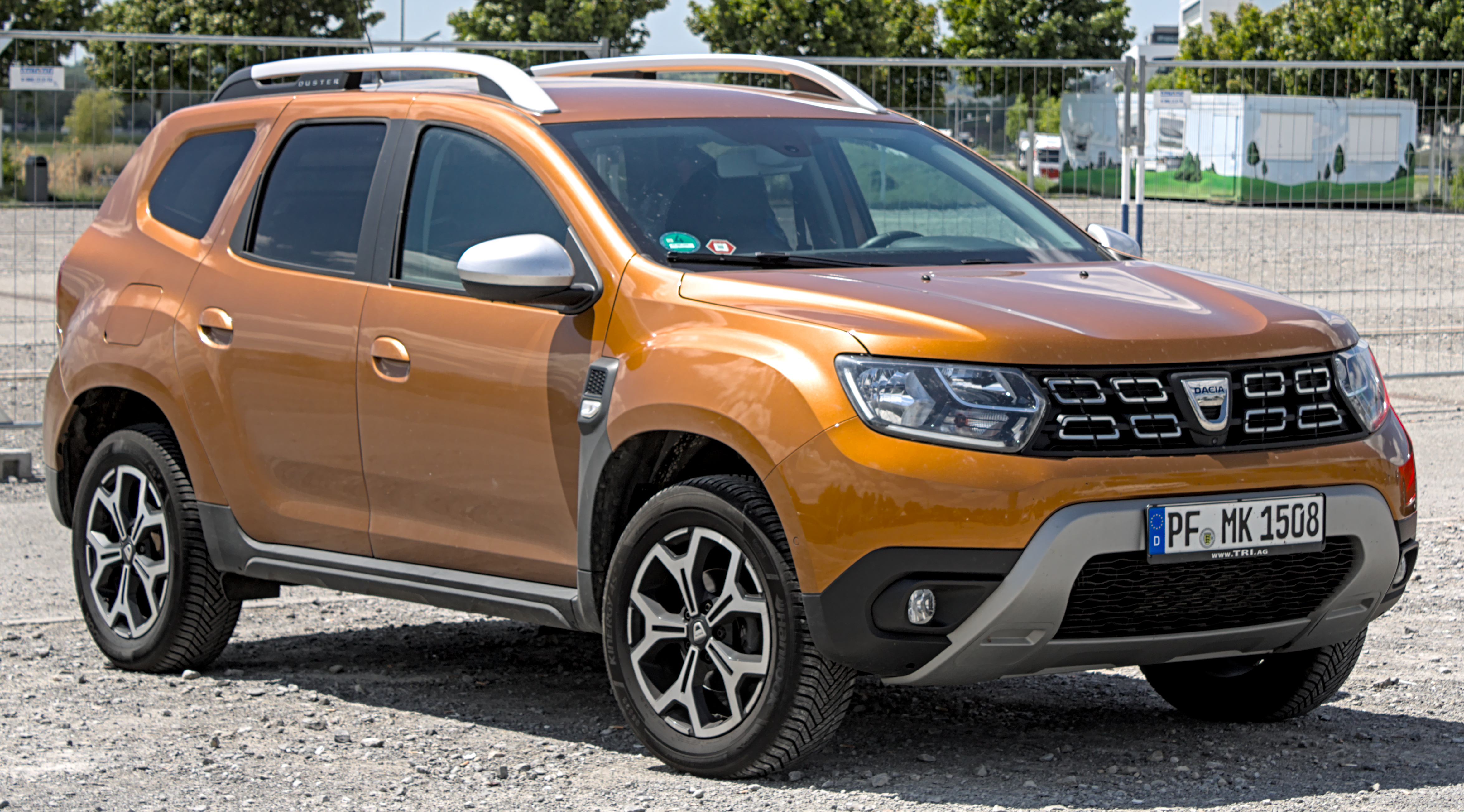
Dacia Duster

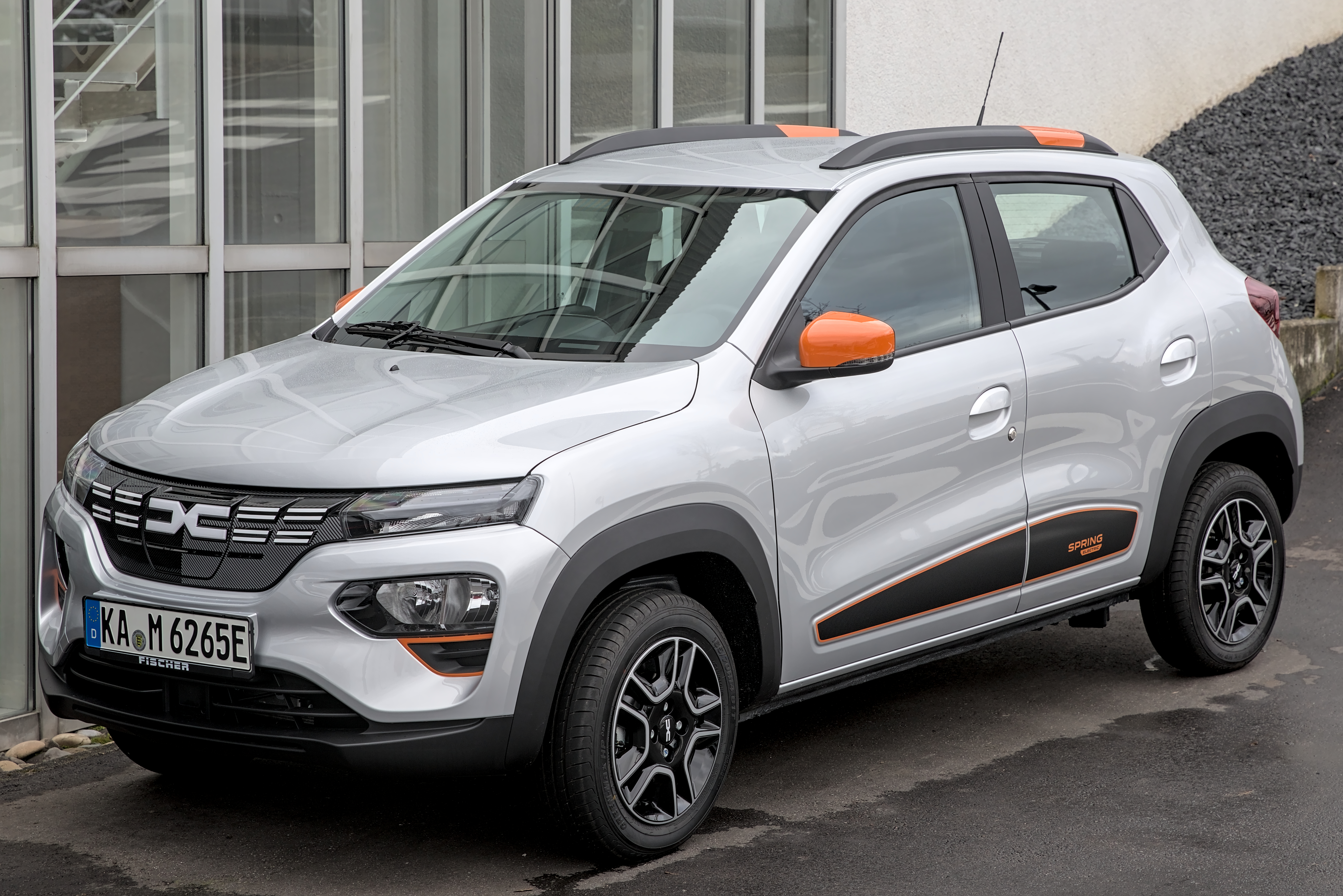
Dacia Spring

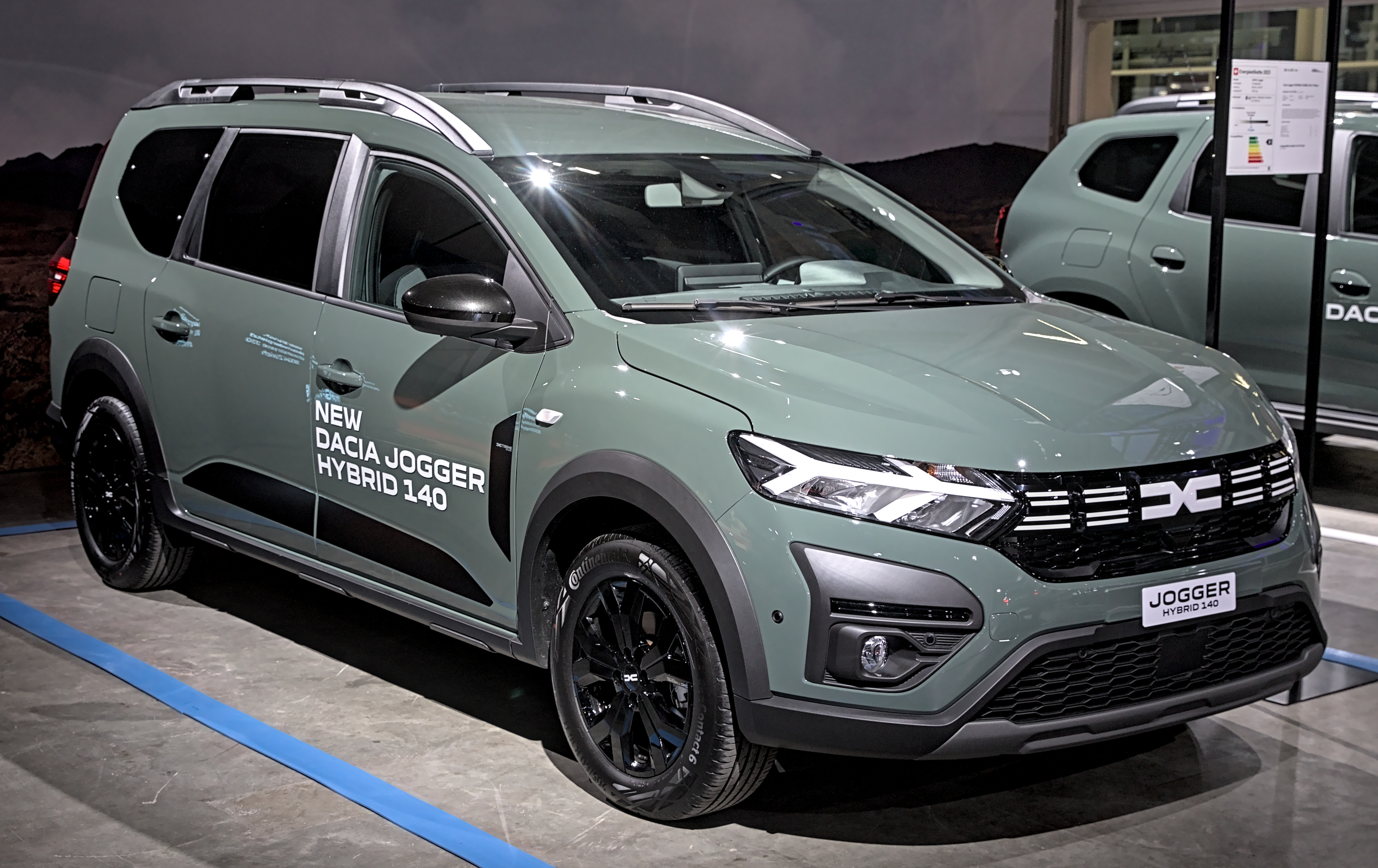
Dacia Jogger

In Westeuropa weniger verbreitet waren die von 1975 bis zum 8. Dezember 2006 produzierten und auf der Karosserie des Dacia 1300 basierenden Nutzfahrzeuge mit offener Ladefläche: Pick-Up, Drop Side und Double Cab. Die Fahrzeuge wurden in der letzten Bauzeit von 2004 bis 2006 mit Dieselmotoren von Renault ausgestattet und hatten wahlweise einen elektro-pneumatisch zuschaltbaren Allradantrieb. Der „Drop Side“ war mit kurzer zweisitziger Kabine und einer überbreiten Ladefläche mit umklappbaren Seitenwänden ausgestattet. Der „Pick-up“ hatte eine zweisitzige Kabine und eine Ladefläche mit Heckklappe. Der „Double Cab“ hatte eine verlängerte Kabine und war für fünf Personen zugelassen, die Ladefläche hinten war entsprechend kürzer. In 31 Produktionsjahren wurden etwa 320.000 Fahrzeuge dieser Art hergestellt. Die Produktion wurde eingestellt, um unter anderem die wirtschaftlich wesentlich lukrativere Produktion des Logan (im Jahre 2006 etwa 150.000 Fahrzeuge) erweitern zu können. Abgeleitet von dem Kombi wurde von diesem Modell auch eine Pick-up-Version angeboten.
Das Unternehmen Dacia gehört inzwischen vollständig zu Renault. Seit 2004 werden in den Werken in Mioveni und Pitești nur noch der Logan, der Sandero sowie Nutzfahrzeuge mit offener Ladefläche hergestellt. Der Logan ist eine Renault-Entwicklung, die in Osteuropa anfangs für ungefähr 5.000 Euro (zuzüglich Umsatzsteuer) verkauft wurde. Ab Juni 2005 gab es eine Version für Westeuropa mit Basispreisen unter 7.200 Euro. Damit unterbot Dacia/Renault alle Angebote von Fahrzeugen vergleichbarer Größe in Westeuropa. Der Vertrieb wurde anfangs über die Renault-Vertragshändler abgewickelt. Im März 2006 präsentierte Dacia in Genf das Konzeptauto Dacia Logan Steppe Concept als ein Ausblick auf die künftige Kombiversion des Logan, welche im Oktober 2006 als Logan MCV auf den Markt kam. Im Juli 2008 wurde die Stufenhecklimousine überarbeitet, der MCV im Oktober desselben Jahres. In Deutschland war der überarbeitete Logan MCV erst ab März 2009 erhältlich.
Ebenfalls 2008 wurde die erste Generation des Sandero vorgestellt, welcher sich ebenfalls mit seinem Einstiegspreis ab 7.000 Euro auf dem Kleinwagenmarkt durchsetzen konnte. Wie die überarbeiteten Modelle Logan und Logan MCV wurde der Sandero mit dem damals neuen Dacia-Logo ausgeliefert.
Im Jahr 2008 betrug der Monatslohn eines Beschäftigten in Pitești durchschnittlich 285, nach anderen Angaben rund 400 Euro. Im selben Jahr trat ein Großteil der Beschäftigten in einen Streik und forderte eine Lohnerhöhung von 50, nach anderen Angaben von 60 Prozent. Auch 2023 waren die niedrigen Löhne ein wichtiger Grund der niedrigen Preise: Während bei Renault 98 % der Karosserie-Schweißarbeiten von Robotern ausgeführt werden, sind es bei Dacia nur 46 %.
Der Durchbruch unter anderem im europäischen Markt kam etwa ab dem Krisenjahr 2008, als Dacia nach Ansicht der Zeitung Die Welt mit Kampfpreisen „das richtige Konzept gegen die Krise“ gefunden habe und mit einem Marktanteil von 0,8 Prozent (Gesamtmarkt) erstmals an Porsche und Jaguar vorbeigezogen sei und im Folgejahr 2009 ein Absatzplus von 91 Prozent vermeldete. Im Jahr 2012 konnte der Marktanteil in Deutschland mit 46.622 Fahrzeugen auf 1,41 Prozent ausgebaut werden, das sind für Deutschland bis dahin insgesamt 267.000 Fahrzeuge. 2014 setzte der Hersteller 48.907 Fahrzeuge in Deutschland ab.
Dacia war in der Saison 2009/2010 offizieller Haupt- und Trikotsponsor des Hamburger Fußballvereins FC St. Pauli.
Im Jahr 2016 produzierte Dacia in 8 Ländern: Rumänien (Mioveni), Russland (im Moskauer Werk von Avtoframos), Iran, Indien (in Zusammenarbeit mit Mahindra), Marokko (Tanger) und Kolumbien.
Im Jahr 2021 verkaufte Dacia weltweit 537.095 Fahrzeuge, wobei etwas mehr als die Hälfte dabei auf den Sandero entfielen. Des Weiteren wurde mit der Konzeptstudie Bigster ein neues Logo eingeführt.

## Motorsport
Ab 2025 plant Dacia an der Rallye Dakar teilzunehmen. Das Dacia-Rally-Raid-Team tritt in der FIA-Kategorie Ultimate T1+ mit drei, durch Prodrive gebauten, Dacia Sandrider an. Als Fahrer wurden der fünffache Rallye-Dakar-Sieger Nasser Al-Attiyah, Sebastien Loeb und Cristina Gutiérrez verpflichtet.

## Modelle

### Chronologie
- 1968–1970: Dacia 1100
- 1969–2004: Dacia 1300/1210/1310/1410; Stufenheck Berlina, Lieferwagen (Kombi ohne Sitze hinten), Sanitätswagen
- 1973–2004: Dacia 1300/1210/1310/1410 Kombi
- 1974–1977: Dacia D6; Kleintransporter, baugleich mit dem Renault Estafette
- 1975–2006: Dacia Pick-Up 1304/1305/1307/1309; Pick Up/Gamma (2- oder 4-Sitzer, z. T. mit klappbaren Ladebordwänden)
- 1975–1992: Dacia 1410; trug auch den Namen Brasovia
- 1981–1989: Dacia 2000; nur für Staatsfunktionäre, baugleich mit dem Renault 20
- 1984–2005: Dacia 1310 Coupé/Sport
- 1985–1993: Dacia Duster; Geländewagen ARO 10 des rumänischen Herstellers Auto Romania, als Dacia Duster exportiert
- 1986–1989: Dacia 500; Kleinstwagen, Lăstun genannt
- 1988–1995: Dacia 1320/1325 Liberta; Fließheck
- 1995–2000: Dacia Nova; auf Basis des Peugeot 309
- 2000–2003: Dacia SupeRNova; auf Basis des Renault 9
- 2003–2004: Dacia Solenza; Faceliftversion des SupeRNova
- seit 2004: Dacia Logan; eine neuentwickelte Stufenhecklimousine auf Plattform des Renault Clio
- seit 2005: Dacia Logan Lieferwagen; ohne Seitenscheiben und Sitze hinten (Zweisitzer)
- 2006–2020: Dacia Logan MCV; Kombiversion des Logan
- 2007–2013: Dacia Logan Van; Panel-Van des Logan MCV
- 2008–2020: Dacia Logan Pick-up
- 2008–2012: Dacia Sandero
- 2009–2012: Dacia Sandero Stepway
- 2010–2018: Dacia Duster (Kompakt-SUV)
- 2012–2022: Dacia Lodgy als Van
- 2012–2022: Dacia Sandero II und Dacia Sandero II Stepway Nachfolgemodell des Sandero
- 2012–2021: Dacia Dokker als Hochdachkombi wie z. B. Renault Kangoo
- 2018–2024: Dacia Duster II
- seit 2021: Dacia Sandero III und Dacia Sandero III Stepway; Nachfolgemodell des Sandero II
- seit 2021: Dacia Spring als erstes Elektroauto der Marke
- seit 2022: Dacia Jogger
- seit 2024: Dacia Duster III
- ab 2025: Dacia Bigster

## Umsatz- und Produktionsdaten
| Jahr | Umsatz                           | Fahrzeuge                                                       |
| ---- | -------------------------------- | --------------------------------------------------------------- |
| 2012 | 12,74 Mrd. Lei                   | 359.822 Fahrzeuge                                               |
| 2011 | 13,17 Mrd. Lei                   | 343.233 Fahrzeuge                                               |
| 2010 |                                  | 348.723 Fahrzeuge: 325.346 Pkw und 23.377 leichte Nutzfahrzeuge |
| 2009 | 2,1 Milliarden Euro              | 311.282 Fahrzeuge                                               |
| 2008 |                                  | 258.372 Fahrzeuge                                               |
| 2004 | ≈400 Mio. EUR (Prognose 12/2004) | 61.482 Fahrzeuge                                                |
| 2003 | 360 Mio. EUR                     |                                                                 |
| 1984 |                                  | 101.732 Fahrzeuge                                               |
| 1975 |                                  | 57.284 Fahrzeuge                                                |
| 1968 |                                  | 2030 Fahrzeuge                                                  |

## Entwicklung des Logos

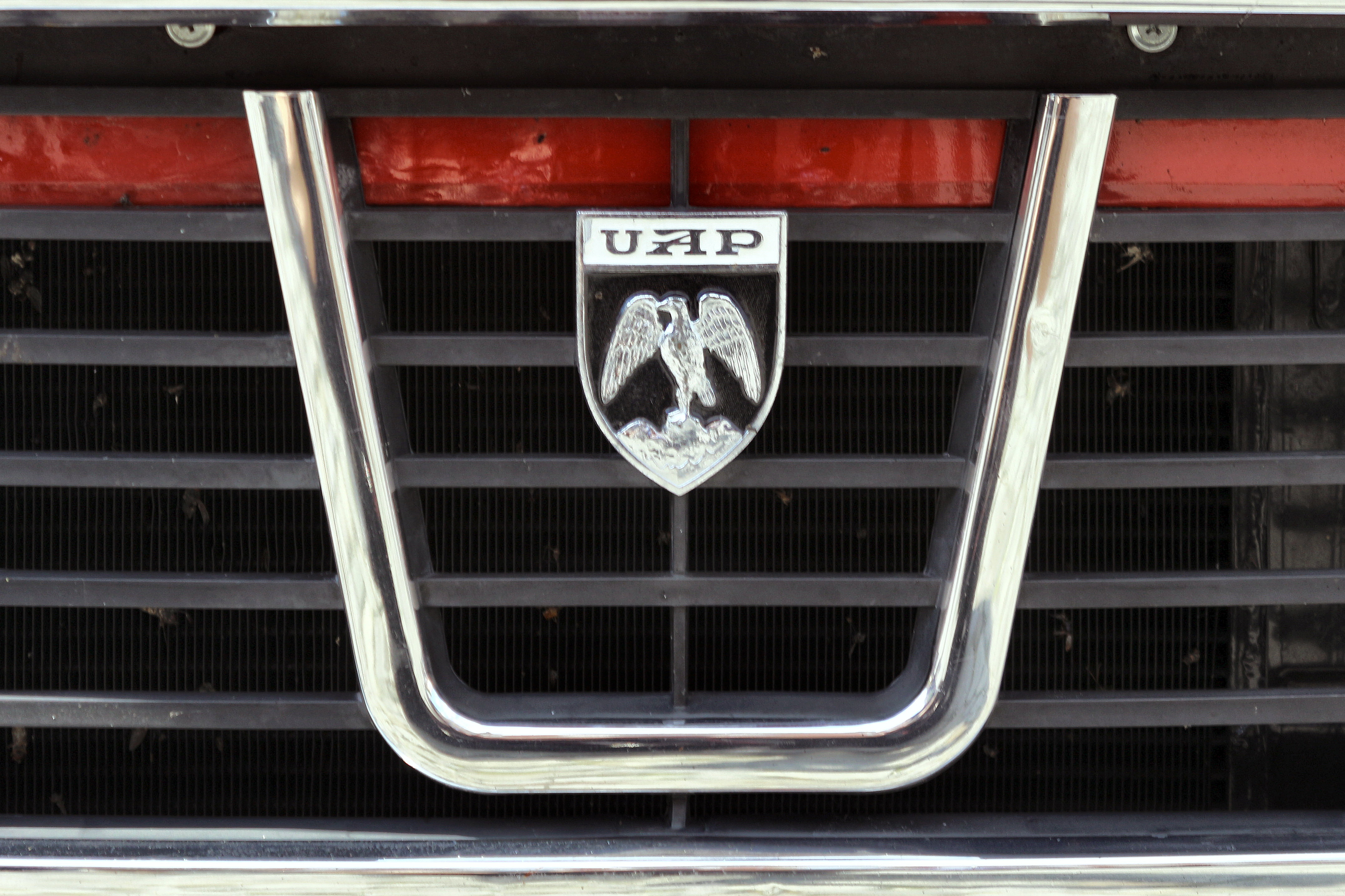
Logo des Dacia 1300
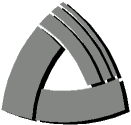
Logo des Dacia 500
1991 bis 1997
2003 bis 2008
2008 bis 2015
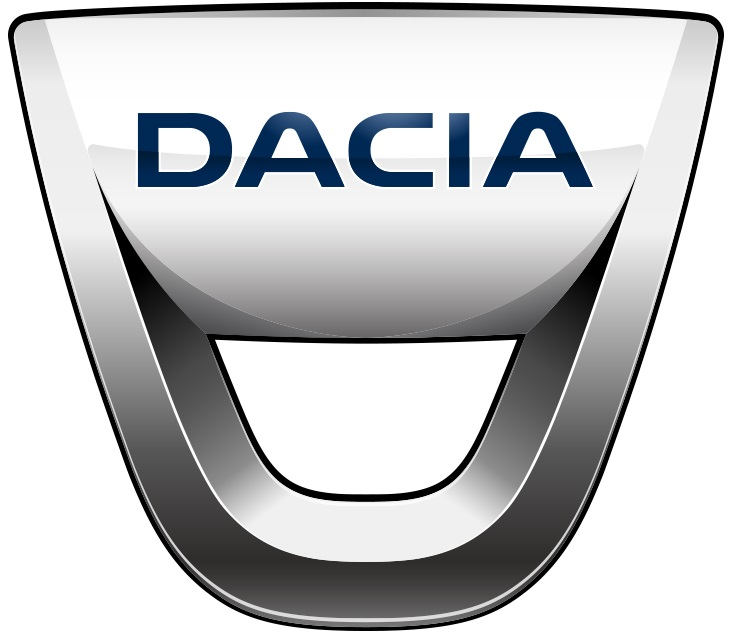
2015 bis 2021
Seit 2021 – Schwarz
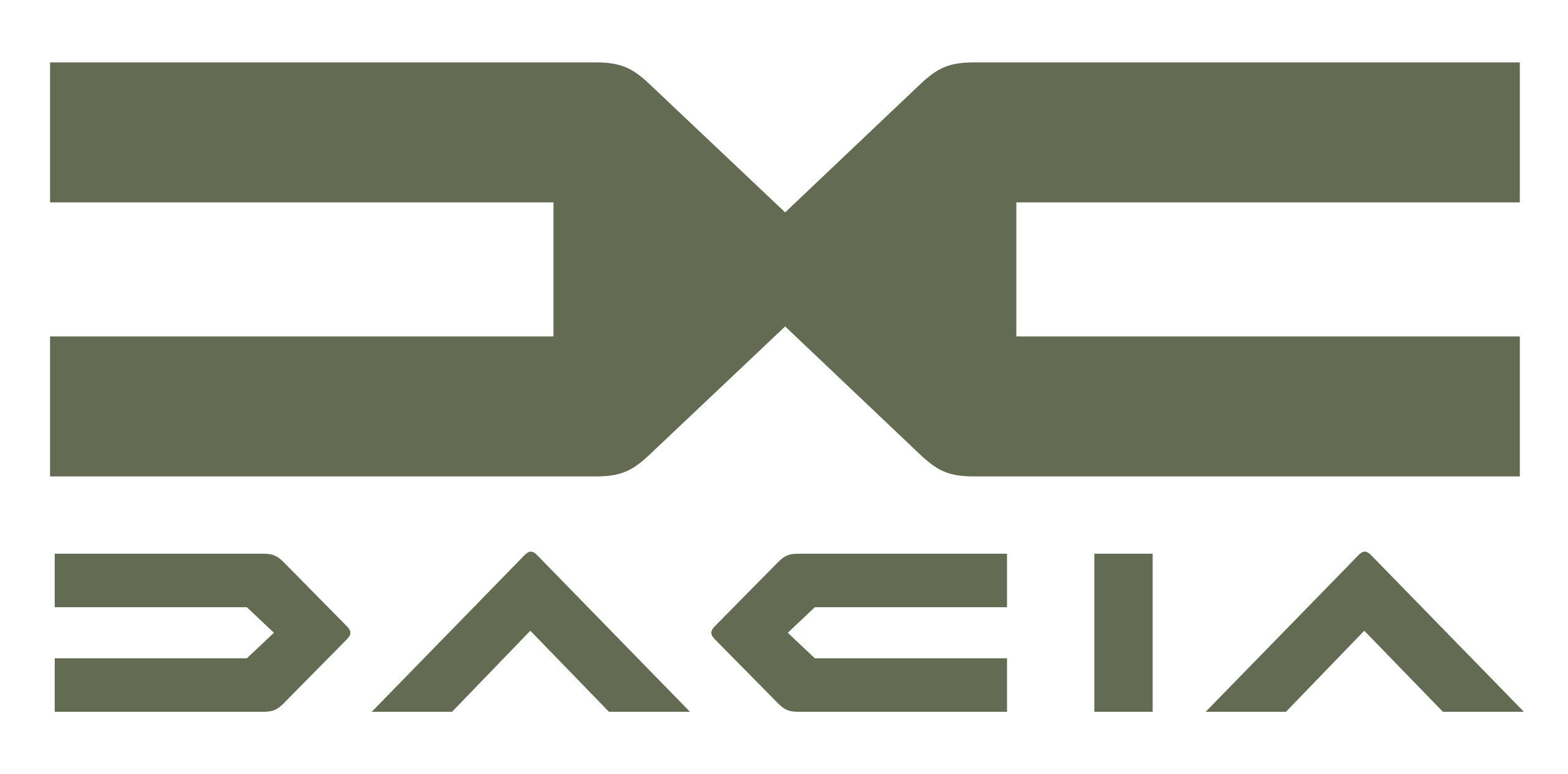
Seit 2021 – Grau